# Viaduc d'Arveyres
Le viaduc d'Arveyres, également connu sous le nom de Viaduc des Cent-Arches, est un viaduc ferroviaire situé dans la commune d'Arveyres (Gironde), près de Libourne, en France. Ce viaduc permet à la ligne ferroviaire de franchir la dépression formée par l'ancien marais d'Arveyres, au point kilométrique 550+433 de la ligne de Paris-Austerlitz à Bordeaux-Saint-Jean.
À l'époque de sa construction, entre 1848 et 1850, le viaduc était l'un des plus longs ponts de France, avec une longueur de 1 186 mètres. 340 ouvriers travaillèrent sur cet ouvrage.
Le viaduc compte exactement 100 arches, d'où son nom de « Viaduc des Cent-Arches ». Il a été construit dans un calcaire de qualité moyenne, ce qui a nécessité des interventions fréquentes de confortement de l'ouvrage depuis le début du XXe siècle.
Depuis 2000, le viaduc est lui-même franchi par le viaduc des Barrails de l'autoroute A89.

## Sources
- « Viaduc d'Arveyres », sur Structurae (consulté le 9 décembre 2013)
- Sylvain Viaut, « Cent arches aux petits soins », Sud Ouest,‎ 26 novembre 1993 (lire en ligne, consulté le 9 décembre 2013)
- Christian Martin, « La gare de Libourne », Libourne Avance,‎ février 2010, p. 16-17 (lire en ligne)